# الخاندرو لیمیا
الخاندرو لیمیا (انگلیسی: Alejandro Limia؛ زادهٔ ۱۶ ژوئیهٔ ۱۹۷۵) بازیکن فوتبال اهل آرژانتین است.
از باشگاه‌هایی که در آن بازی کرده‌است می‌توان به باشگاه فوتبال آرسنال ساراندی، باشگاه فوتبال لانوس، باشگاه فوتبال کادیس، و باشگاه فوتبال اتلتیکو هوراکان اشاره کرد.